# Trent O’Donnell
Trent O’Donnell (* 12. Februar 1976 in Sydney) ist ein australischer Filmregisseur und Drehbuchschreiber. Bekannt wurde er vorwiegend als Regisseur von Fernsehserien wie A Moody Christmas und The Good Place, aber auch durch Fernsehfilme wie Mr. Griffin – Kein Bock auf Schule und Ride the Eagle.

## Lebenswerk
Trent O’Donnell ist Mitinhaber der Produktionsfirma „Jungle Entertainment“. Er schrieb und inszenierte die in Australien als beste Komödie ausgezeichnete Fernsehserie Review with Myles Barlow, eine satirische Comedy-Serie, die vom Fernsehsender ABC-1 ausgestrahlt wird.
O’Donnell führte auch Regie bei zahlreichen australischen Fernsehserien wie The Chasers War on Everything, The Good Place oder Weihnachten bei den Moodys, die alle auf ABC1 ausgestrahlt wurden. 2012 schrieb, produzierte und inszenierte er A Moody Christmas, eine sechsteilige Dramaserie für ABC Color. 2013 war er Autor und Regisseur der Sketch-Comedy-Show The Elegant Gentleman's Guide to Knife Fighting.
O’Donnell hat auch bei mehreren Kurzfilmen Regie geführt, darunter Tiny Little Pieces, der 2002 Finalist beim renommierten Tropfest Film Festival war.

## Auszeichnungen
2022 wurde O’Donnell bei den AWGIE Awards mit dem „Fred Parsons Award“ als „Hervorragender Beitrag zur australischen Komödie“ (Outstanding Contribution to Australian Comedy) ausgezeichnet.

## Filmografie (Auswahl)
- 2002: Tiny Little Pieces
- 2008–2010: Review with Myles Barlow
- 2009: The Chasers War on Everything
- 2011: Laid
- 2011: The Hamster Wheel
- 2012: Woodley
- 2012: A Moody Christmas (Fernsehserie)
- 2013: The Elegant Gentleman's Guide to Knife Fighting
- 2013–2018: New Girl (Fernsehserie)
- 2014: The Moodys (Fernsehserie)
- 2015–2018: Brooklyn Nine-Nine (Fernsehserie)
- 2015: Grandfathered (Fernsehserie)
- 2015–2012: Grace and Frankie (Fernsehserie)
- 2016–2018: The Good Place (Fernsehserie)
- 2019: Mr. Griffin – Kein Bock auf Schule (A.P. Bio)
- 2019–2021: Weihnachten bei den Moodys (The Moodys)
- 2021: Ride the Eagle
- seit 2021: Ghosts
- seit 2021: Guilty Party